# Морган, Брайан
Бра́йан Мо́рган (англ. Brian Morgan, род. 16 июля 1968 года) — английский бывший профессиональный игрок в снукер.

## Карьера
Стал профессионалом в 1989 году после победы на чемпионате мира среди игроков до 21 года. В 1994-м он вышел в 1/8 финала чемпионата мира. Пик карьеры Моргана пришёлся на 1996 год, когда он стал финалистом Asian Classic (в финале он лишь в решающей партии уступил Ронни О'Салливану) и выиграл Benson & Hedges Championship (в финале победив Дрю Хенри со счётом 9:8). В том же сезоне он сделал свой высший брейк — 146 очков и достиг наивысшего для себя места в мировом рейтинге — 27. Брайан дважды за карьеру побеждал семикратного чемпиона мира Стивена Хендри.

## Достижения в карьере
- Benson & Hedges Championship победитель — 1996
- Asian Classic финалист — 1996
- Чемпионат мира 1/8 финала — 1994